# 東京都道151号東中神停車場線
東京都道151号 東中神停車場線（とうきょうとどう151ごう ひがしなかがみていしゃじょうせん）は、東京都昭島市玉川町のJR東中神駅から、同市東町の東京都道153号立川昭島線交点に至る道路である。

## 概要
- 陸上距離：190m
- 起点：東京都昭島市玉川町（東中神駅）
- 終点：東京都昭島市東町（昭和中学校交差点＝東京都道153号立川昭島線交点）

## 交通状況
- 2010年（平成22年）度時点の道路交通センサスによる当道の自動車類交通量について、小型車4,686台、大型車741台、合計5,427台である（24時間交通量、上下合計）[1]。

## 沿道状況
東中神駅南口を起点とし、南進。昭和中学校交差点で都道153号（国立・福生方面）、南進する市道（八王子・日野方面）ともう1つ北進する市道（武蔵村山・瑞穂方面）と交差して終点となる。

## 交差・接続している道路
- 東京都道153号立川昭島線（江戸街道、東京都昭島市）昭和中学校交差点

## 都市計画道路指定
- 昭島3.2.11号線

## バス路線
東中神駅からは立川バスまたは昭島コミュニティバス「Aバス」が乗り入れているが、当道に乗り入れるバスは、東中神駅（南口側）へ直進する道から当道の昭和中学校交差点手前で合流する立川バスの立85系統（行き先は立川駅北口）のみである（本数も土曜夜間1本のみである）。

## 周辺の施設
- JR青梅線東中神駅
- 昭島市立昭和中学校